# Cambrils
Cambrils – gmina w Hiszpanii, w prowincji Tarragona, w Katalonii, o powierzchni 35,08 km². W 2011 roku gmina liczyła 33 535 mieszkańców.